# Ја имам таленат!
Ја имам таленат! српски је талент-шоу као део Got Talent серије које се приказивало од 21. септембра 2009. до 1. јуна 2017. године. Водитељи током прве четири сезоне били су Ивана Бајић и Владимир Алексић, а током пете сезоне Ана Михајловски.
Прва и пета сезона Ја имам таленат! емитована је на РТВ Пинк, а друга, трећа и четврта на РТС 1.

## Формат
Формат за Ја имам таленат! исти је као већина Got Talent серија: прва аудиција изводи се испред продуцената и касније испред жирија и публике уживо.
Учесници су интервјуисани од стране водитеља емисије и онда они иду на сцену где мало причају испред жирија, обично упознавајући их са својим наступом. Сваки члан жирија има тастер испред себе и ако им се не свиди наступ, притисну га. Ако извођач добије три притиска тастера, наступ је завршен; након што жири да свој разлог због притиска тастера (а обично сво троје њих да извођачу „не”). Ако извођач добије два или мање притиска тастера, настављају свој наступ, након чега га жири коментарише и гласа. Глас већине одлучује да ли ће извођач наставити такмичење: ако извођач добије два или више „да” они настављају у следећу рунду, док два или више „не” значи да завршавају такмичење. Након што извођач оде са сцене, опет га интервјуише водитељ.
Након свих аудиција, жири мора одабрати најбољих четрдесет од свих извођача које су послали даље. Најбољих четрдесет, често називани као полуфиналисти, деле се у пет група од осам извођача и такмиче се у уживо емисијама за глас публике. Током полуфиналних емисија, публика добија да гласа са најбоља три извођача те ноћи. Извођач са највише гласова иде директно у финале, док другог извођача бира жири од друга два извођача која су добила највише гласова.

### И ја имам таленат!
Током друге сезоне направљено је такмичење које представља пратиоца Ја имам таленат! под називом И ја имам таленат !. Водила га је Уна Сенић.
Дневно се емитовало и фокусирало се на учеснике које су виђени те седмице. Извођачи су углавном интервјуисани у својим родним местима где причају о свом свакодневном животу и како су развили своје таленте. Емисија такође садржи неке од аудиција које се нису десиле током седмичне емисије.
Током полуфинала и финала, емисија приказује бекстејџ изглед свих извођача и како су продуценти и извођачи дошли са наступима.